# Demma Daba
Demma Daba (ur. 18 stycznia 1989) – etiopski lekkoatleta, średniodystansowiec.
Największym sukcesem Daby był brązowy medal mistrzostw świata juniorów w biegu na 1500 metrów (Bydgoszcz 2008), dzięki któremu wystąpił na igrzyskach olimpijskich (Pekin 2008), gdzie jednak odpadł z konkurencji po biegu eliminacyjnym na tym dystansie.

## Rekordy życiowe
- bieg na 1500 metrów – 3:34,06 (2010)
- bieg na 3000 metrów – 7:42,63 (2007)
- bieg na 5000 metrów – 13:18,72 (2013)